# Hagen, Segeberg
Hagen là một đô thị ở huyện Segeberg, bang Schleswig-Holstein Segeberg, ở bang Schleswig-Holstein, Đức. Đô thị Hagen, Segeberg có diện tích 8,2 km², dân số thời điểm ngày 31 tháng 12 năm 2006 là 374 người.